# 芋粥
「芋粥」（いもがゆ）は、1916年（大正5年）9月1日の『新小説』に発表された芥川龍之介の短編小説である。『今昔物語集』の一話に題材をとり、「鼻」と並ぶ古典翻案ものの一つと位置づけられる。

## あらすじ
時代は平安時代の元慶か仁和年間の頃。主人公の五位は、摂政・藤原基経の役所に勤務する、歳も四十を越した風采のあがらない小役人である。彼は才覚もなければ見た目も貧相で、日ごろ同僚からも馬鹿にされ、道で遊ぶ子供に罵られても笑ってごまかす、情けない日常を送っている。しかし、そんな彼にも夢があった。それは芋粥を、いつか飽きるほど食べたいというものだった。
ある集まりの際、五位は、「いつになったら、芋粥に飽きることができるだろう」とつぶやいてしまう。
そのつぶやきを耳にした藤原利仁が、「ならば私が、あきるほどご馳走しましょう。」と申し出、五位は戸惑いながらその申し出に応じる。
後日、彼に連れられて旅路に着くと、予告もなく、利仁の領地である敦賀まで連れられる。旅路の末、ようやく利仁の館までたどり着いたにも関わらず、五位の心はどこか曇っていた。
翌朝、利仁の館で用意された、大鍋に一杯の大量の芋粥を実際に目にして、五位はなぜか食欲が失せてしまうのであった。

## 原典
この短篇は、『今昔物語集』の巻26第17話「利仁の将軍若き時京より敦賀に五位を将（い）て行（ゆ）きたる語（こと）」を下敷きにしている（『宇治拾遺物語』の一―一八にも、ほぼ同じ内容の「利仁暑預粥事」がある）。原典は実在の人物である藤原利仁の権勢を見せつけるエピソードに重点が置かれており、五位の精神的自由の近代的解釈を叙述の中心とする本作とは大きく異なる。また、うだつの上がらない小役人である主人公の描写が、ニコライ・ゴーゴリの1842年の作品「外套」の記述の一部と酷似しているとの指摘もある。
芋粥は山芋を甘葛で煮たおかゆのことであり、現代で言うデザートである。

## テレビドラマ

### 1959年
1959年5月28日、日本テレビ系列の木曜20:30 - 21:30で放送された。『芥川龍之介シリーズ』の第5作にして最終作、そして日産自動車一社提供ドラマ枠『日産劇場』の第1作である。龍之介の三男・芥川也寸志が音楽を担当した。
- 出演 - 伊藤雄之助、日高澄子、殿山泰司、森健二
- 脚色 - 八住利雄

### 1962年
1962年11月25日、NHK総合テレビの『こども名作座』（日曜10:00 - 10:30）で放送された。
- 出演 - 三代目中村又五郎、九代目市川高麗蔵、石川茂太郎、鬼頭昭夫、谷口徹次
- 脚色 - 熊谷昭吾